# Alain Gagnol
Alain Gagnol (Roanne, França, 13 de maio de 1967) um cineasta francês. Como reconhecimento, foi nomeado ao Oscar 2012 na categoria de Melhor Filme de Animação por Une vie de chat.